# الحاج علي داي
الحاج علي بن خليل ، أو الحاج علي داي ، وهو داي الجزائر الذي حكم من 1809 إلى 1815. ترك سمعة بالقسوة والاستبداد خلال فترة حكمه. بالإضافة إلى العلاقات المتضاربة مع الدول الأوروبية، واصل الحرب المدمرة ضد ايالة تونس، ويفشل في تونس والكاف . على المحيط الداخلي، تقدم متمردو باي وهران و توجهوا إلى ميليانا حيث هُزِم بخيانة شيوخه . و بك من التيطري هزمه من قبل القبائل الصحراوية و القبائل الشمالية تجري غارات على الأراضي التي تسيطر عليها ريجنسي. تستمر حالة الإثارة هذه حتى نهاية حكمه. لقد انتهى، ضحية مؤامرة، تم ذبحه في حمامات شقته في 11 رجب 1230 (19 يونيو 1815 ) وتم تعيين الخزنجي (رئيس الوزراء) محمد خلفًا له.

## مقالات ذات صلة
- داي الجزائر
- الجزائر في عهد الأتراك (1514-1830)
- تاريخ الجزائر
- تاريخ ولاية الجزائر
- تاريخ الجزائر القديم والحديث
- قائمة حكام الجزائر

## مذكرات ومراجع
1. 1 2  تاريخ الجزائر في القديم و الحديث، ج3، مبارك بن محمد الميلي، مكتبة النهضة الجزائرية، الجزائر، ص186
2. ↑  Claude Antoine Rozet, Ferdinand Hoefer, Antoine Ernest Hippolyte Carette et Louis Frank (1 Jan 1856). Algérie par Rozet et Carette (بالفرنسية). Firmin Didot. Archived from the original on 2019-12-11. Retrieved 2016-11-23.{{استشهاد بكتاب}}:  صيانة الاستشهاد: أسماء متعددة: قائمة المؤلفين (link)
3. ↑  مفيد (1 يناير 2009). موسوعة التاريخ الإسلامي: العصر العثماني (1516هـ/ 1916 م). Al Manhal. ISBN:9796500013381. مؤرشف من الأصل في 2020-05-22.

## قائمة المراجع
- L'Algérie des Algériens. EDIF2000. 2011 [1982]. ص. 786. ISBN:978-9961-9662-1-1. {{استشهاد بكتاب}}: الوسيط |الأول= يفتقد |الأخير= (مساعدة)  L'Algérie des Algériens. EDIF2000. 2011 [1982]. ص. 786. ISBN:978-9961-9662-1-1. {{استشهاد بكتاب}}: الوسيط |الأول= يفتقد |الأخير= (مساعدة)  L'Algérie des Algériens. EDIF2000. 2011 [1982]. ص. 786. ISBN:978-9961-9662-1-1. {{استشهاد بكتاب}}: الوسيط |الأول= يفتقد |الأخير= (مساعدة) وصلة=
- Tachrifat, recueil de notes historiques sur l'administration de l'ancienne régence d'Alger. Imprimerie du gouvernement. 1852. ص. 106. مؤرشف من الأصل في 2019-05-01. {{استشهاد بكتاب}}: الوسيط |الأول= يفتقد |الأخير= (مساعدة)  Tachrifat, recueil de notes historiques sur l'administration de l'ancienne régence d'Alger. Imprimerie du gouvernement. 1852. ص. 106. مؤرشف من الأصل في 2019-05-01. {{استشهاد بكتاب}}: الوسيط |الأول= يفتقد |الأخير= (مساعدة)  Tachrifat, recueil de notes historiques sur l'administration de l'ancienne régence d'Alger. Imprimerie du gouvernement. 1852. ص. 106. مؤرشف من الأصل في 2019-05-01. {{استشهاد بكتاب}}: الوسيط |الأول= يفتقد |الأخير= (مساعدة)